# Ungaria la Jocurile Olimpice de vară din 2012
Ungaria a participat la Jocurile Olimpice de vară din 2012 din Londra, Regatul Unit în perioada 27 iulie - 12 august 2012, cu o delegație de 169 de sportivi care a concurat la 18 sporturi. S-a aflat pe locul 11 în clasamentul pe medalii.
| Medalii după sport | Medalii după sport | Medalii după sport | Medalii după sport | Medalii după sport |
| ------------------ | ------------------ | ------------------ | ------------------ | ------------------ |
| Sport              | Aur                | Argint             | Bronz              | Total              |
| Caiac-canoe        | 3                  | 2                  | 1                  | 6                  |
| Natație            | 2                  | 0                  | 1                  | 3                  |
| Atletism           | 1                  | 0                  | 0                  | 1                  |
| Scrimă             | 1                  | 0                  | 0                  | 1                  |
| Gimnastică         | 1                  | 0                  | 0                  | 1                  |
| Judo               | 0                  | 1                  | 1                  | 2                  |
| Lupte              | 0                  | 1                  | 2                  | 3                  |
| Pentatlon modern   | 0                  | 0                  | 1                  | 1                  |
| Total              | 8                  | 4                  | 6                  | 18                 |